# Colonard-Corubert
Colonard-Corubert foi uma comuna francesa na região administrativa da Normandia, no departamento Orne. Estendia-se por uma área de 14,41 km². Em 2010 a comuna tinha 251 habitantes (densidade: 17,4 hab./km²).
Em 1 de janeiro de 2016, passou a formar parte da nova comuna de Perche en Nocé.